# Confrontos em Kumanovo em 2015
Confrontos em Kumanovo foram combates entre terroristas albaneses e as forças de segurança macedônias na cidade de Kumanovo, no Norte da  República da Macedônia, nos dias 9 e 10 de maio de 2015.
Um tiroteio eclodiu durante uma incursão policial entre as forças policiais e um grupo armado identificado como Exército de Libertação Nacional em 9 de maio de 2015 na cidade de Kumanovo.  Durante o combate, oito policiais macedônios e 10 dos militantes foram mortos, enquanto 37 policiais ficaram feridos e foram hospitalizados.  O confronto terminou em 10 de maio de 2015, em uma operação da polícia e das forças armadas da Macedônia, na qual 28 homens foram presos e responsabilizados por "acusações relacionadas a terrorismo" pelas autoridades macedônias. 
A ação terminou com a vitória das forças especiais macedônias e neutralizou e eliminou completamente o grupo terrorista.
Os eventos em Kumanovo ocorreram durante um período de grave crise política na Macedônia.